# ماكس كورك
ماكس كورك (بالإنجليزية: Max Crook)‏ هو ملحن وموسيقي أمريكي، ولد في 2 نوفمبر 1936 في لنكن في الولايات المتحدة.

## وصلات خارجية
- ماكس كورك على موقع IMDb (الإنجليزية)
- ماكس كورك على موقع ميوزك برينز (الإنجليزية)
- ماكس كورك على موقع قاعدة بيانات الأفلام السويدية (السويدية)
- ماكس كورك على موقع ديسكوغز (الإنجليزية)
- ماكس كورك على موقع ديسكوغز (الإنجليزية)